# Thomas Daniel
Thomas Daniel (Schwarzach im Pongau, 17 giugno 1985) è un pentatleta austriaco.

## Biografia
Ha rappresentato la Austria ai Giochi olimpici estivi di Londra 2012, dove ha concluso al sesto posto nell'individuale.